# Koksan-gun
Koksan est un arrondissement situé au nord-est de la province du Hwanghae du Nord en Corée du Nord. 

## Géographie

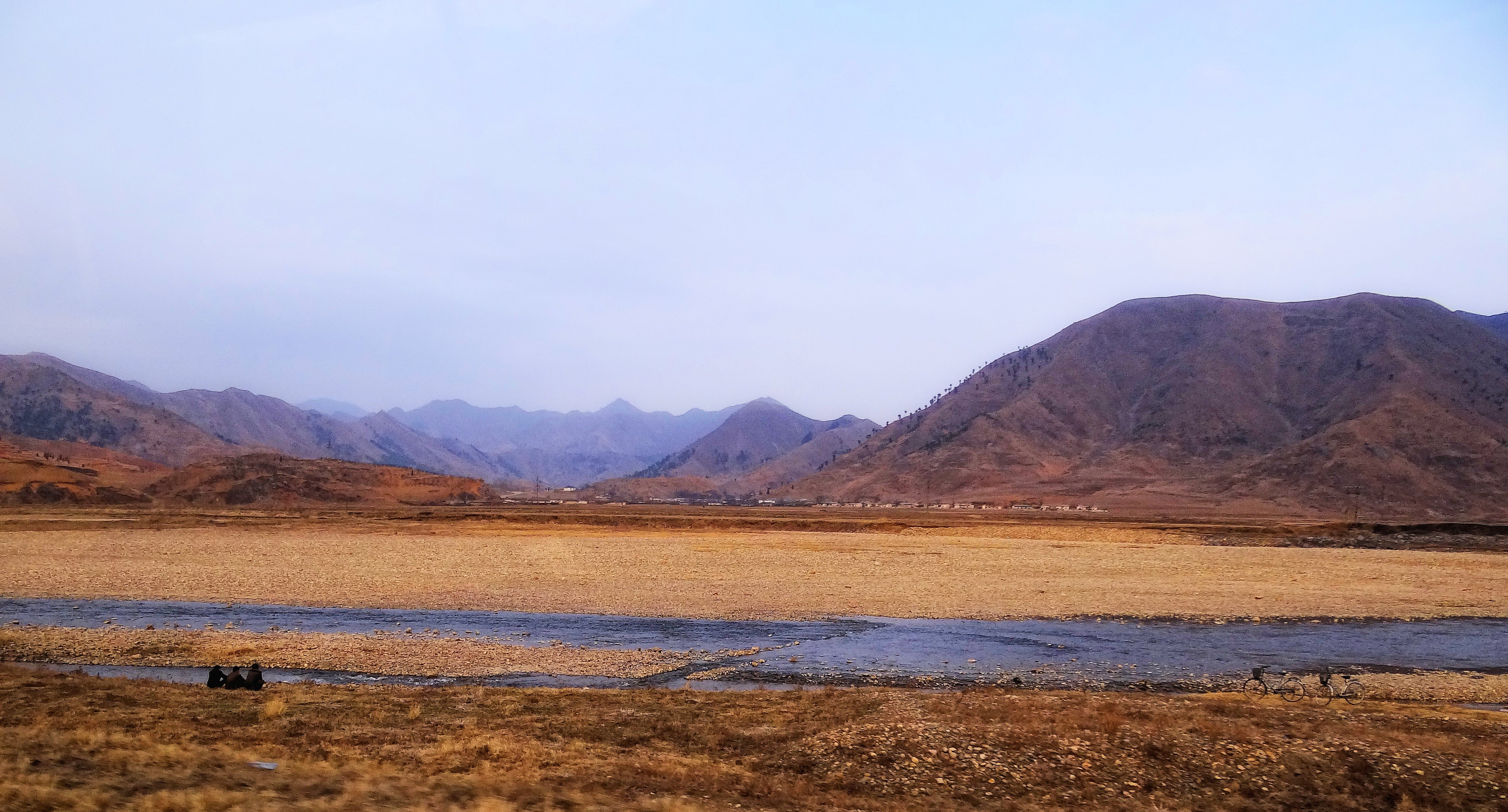
Le Koksan-chon près de Koksan-up

L'arrondissement couvre essentiellement le bassin versant du Koksanchon (37,6 km de long), un affluent du Nam. Il est traversé d'ouest en est par l'autoroute de Pyongyang à Wonsan. Ces deux villes se trouvent à près de 100 km. C'est une région couverte à 63% par la forêt dont 53% de feuillus (chênes, ormes, érables) et 47% de conifères (pins) car elle est montagneuse, à l'exception du centre et du sud-ouest. Ce sont des roches basaltiques recouvertes d'une couche de calcaire datant de l'ère secondaire qui conviennent mal à l'agriculture. 
Les cultures principales sont le millet, le sarrasin, la patate douce, le maïs, le soja, les haricots et les poivrons. Il y a aussi de nombreuses abeilles pour le miel. Le lac de réservoir Singok a été construit en 1965 et sert à faciliter l'irrigation, en particulier pour la culture du riz. Il en existe de nombreux autres, notamment celui d'Oryu. Les terres agricoles couvrent 30% du territoire, dont 67,6% de champs, 23,3% de rizières, 5,7% de vergers et 2,8% de mûriers. 
Le bourg de Koksan se trouve à une altitude de 155 m. Les plus grandes montagnes sont le Taegaksan (대각산, 1278 m), le Sonbawisan (선바위산, 1106 m) et le Togopsan (덕업산, 1019 m). Dans le nord-ouest de l'arrondissement, le Taegaksan est une réserve animale (cerfs musqués, chevreuils, gorals, sangliers, blaireaux, ours, chouettes...).
Les températures moyennes descendent à -8,5 °C en janvier et montent à 23,9 °C en aout. Les précipitations annuelles sont comprises entre 1200 et 1500 mm avec un maximum en été. Il peut geler de début octobre à début mai.
Dans les années 1930, sous l'administration japonaise, les mines de tungstène Paeknyon et Kiju ont été développées, les plus grandes de l'Extrême-Orient, et elles rassemblaient 23 000 personnes en 1942. Il existe aussi des gisements de plomb, de zinc et de cuivre.

## Subdivisions administratives

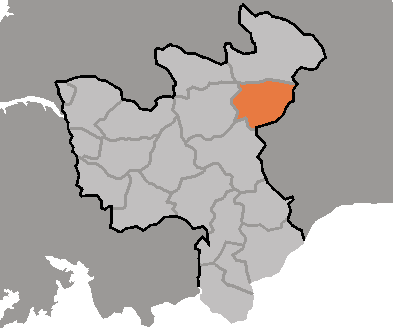
Position de l'arrondissement de Koksan au sein du Hwanghae du Nord

Depuis la réforme du découpage administratif réalisé en décembre 1952, l'arrondissement de Koksan rassemble un bourg (up) et 20 villages (ri). Avec 120 693 habitants (2008) sur 520,68 km², soit 29 km d'est en ouest et 25 km du nord au sud, la densité est de 232 hab/km².
- Koksan-up (곡산읍)
- Songrim-ri (송림리)
- Hoam-ri (호암리)
- Munyang-ri (문양리)
- Chongsong-ri (청송리)
- Kosong-ri (고성리)
- Kyesu-ri (계수리)
- Chopyong-ri (초평리)
- Dokhung-ri (덕흥리)
- Ryongam-ri (룡암리)
- Dongsan-ri (동산리)
- Serim-ri (세림리)
- Sahyon-ri (사현리)
- Wolyang-ri (월양리)
- Sochon-ri (서촌리)
- Mugal-ri (무갈리)
- Kyerim-ri (계림리)
- Pyongam-ri (평암리)
- Ryul-ri (률리)
- Oripo-ri (오리포리)
- Hyonam-ri (현암리)